# Metagonia pachona
Metagonia pachona là một loài nhện trong họ Pholcidae. Loài này được phát hiện ở México.